# Senoculus albidus
Senoculus albidus és una espècie d'aranyes araneomorfes de la família dels senocúlids (Senoculidae). Aquest gènere fou descrit per primera vegada l'any 1883 per F. O. Pickard-Cambridge amb el nom de Labdacus albidus. Posteriorment, el 1903, el mateix Pickard-Cambridge li posà el nom de Senoculus albidus.
Aquesta espècie és endèmica de Brasil.